# Bayéré Junior Loué
Bayéré Junior Loué (Abidjan, 14 de janeiro de 2001) é um futebolista da Costa do Marfim que atua como atacante. Atualmentre defende o Javor Ivanjica.

## Carreira
Nas categorias de base, Loué defendeu Espérance de Tunis, Olympique Sport d’Abobos e ASEC Mimosas até 2019, quando se mudou para o Hammarby depois de ser aprovado em um período de testes, juntamente com seu companheiro de equipe no ASEC, Aziz Ouattara Mohammed. Ambos assinaram por 4 anos com os Bajen
Para ganhar experiência, o atacante foi emprestado ao IK Frej, clube afiliado ao Hammarby que disputava a terceira divisão sueca. Sua passagem pela equipe durou apenas 4 jogos, devido a lesões no joelho direito e na coxa. Loué faria sua estreia no time principal do Hammarby em fevereiro de 2021, na vitória por 4 a 1 sobre o AFC Eskilstuna, pela primeira fase da Copa da Suécia. Ele ainda disputaria a decisão contra o Häcken, que terminaria com vitória do Hammarby nos pênaltis por 5 a 4, além de ter jogado 5 partidas pela Allvenskan.
Foi ainda emprestado ao Železničar Pančevo (Sérvia) em setembro do mesmo ano e chegou a ser rebaixado para o Hammarby TFF, a equipe reserva dos Bajen. Nestes últimos, Loué teve uma sequência maior de jogos (16 pelo Železničar e 19 pelo Hammarby TFF). Sem espaço no elenco principal do Hammarby, foi novamente emprestado, desta vez ao Göztepe, da segunda divisão turca, onde atuou apenas 5 vezes e marcou um gol.
Em agosto de 2023, Loué assinou com o Javor Ivanjica, equipe da Superliga Sérvia, por 3 anos e meio.

## Vida pessoal
É filho do ex-volante Edgar Loué, que atuou profissionalmente entre 1999 e 2012 e fez carreira principalmente em clubes de Argélia, Tunísia e Marrocos.

## Estatísticas
- Atualizado até 17 de agosto de 2023[12]

| Clube                           | Temporada      | Campeonato           | Campeonato | Campeonato | Copa     | Copa | Continental | Continental | Total    | Total |
| Clube                           | Temporada      | Divisão              | Partidas   | Gols       | Partidas | Gols | Partidas    | Gols        | Partidas | Gols  |
| ------------------------------- | -------------- | -------------------- | ---------- | ---------- | -------- | ---- | ----------- | ----------- | -------- | ----- |
| IK Frej (empréstimo)            | 2020           | Ettan                | 4          | 0          | 0        | 0    | —           | —           | 4        | 0     |
| Hammarby                        | 2021           | Allsvenskan          | 5          | 0          | 2        | 0    | 1           | 0           | 8        | 0     |
| Železničar Pančevo (empréstimo) | 2021           | Serbian First League | 16         | 2          | 1        | 0    | —           | —           | 17       | 2     |
| Hammarby TFF                    | 2022           | Ettan                | 19         | 3          | 0        | 0    | —           | —           | 19       | 3     |
| Göztepe (empréstimo)            | 2022–23        | TFF 1. Lig           | 5          | 1          | 0        | 0    | —           | —           | 5        | 1     |
| Total de jogos                  | Total de jogos | Total de jogos       | 49         | 6          | 3        | 0    | 1           | 0           | 53       | 6     |

1. ↑  Inclui jogos pela Liga Conferência Europa da UEFA

## Títulos
Hammarby
- Copa da Suécia: 2020–21